# General Carneiro (Paraná)
General Carneiro è un comune del Brasile nello Stato del Paraná, parte della mesoregione del Sudeste Paranaense e della microregione di União da Vitória. Si trova a 366 km dalla capitale dello Stato Curitiba.